# 우리 산마리노
우리 산마리노는 2006년 창당된 산마리노의 보수정당이다.